# Мусеибов, Мусеиб Агабаба оглы
Мусейиб Мусейибов

## Биография
Мусеиб Мусеибов родился 5 мая 1927 года в селе Караханлы Товузского района. Окончил школу и университет во время Второй мировой войны. В 1949 году поступил в аспирантуру Азербайджанского государственного университета (ныне БГУ), в 1954 году успешно защитил диссертацию на тему «Геоморфология Джейранчола», в 27 лет получил степень кандидата географических наук.
С 1954 года работал на кафедре физической географии БГУ, в 1955 году был избран доцентом, а в 1960 году стал заведующим кафедрой. Продолжая свою научную деятельность под руководством преподавателей Гейдара Эфендиева, Мамедамина Салаева, Хади Алиева, Абдуллы Шахбазова и других, в 1963 году защитил докторскую диссертацию на тему «Геоморфология средней излучины Куры», а в 1964 году получил звание профессора. С 1970-х годов он был членом Научно-методического совета по высшему географическому образованию Министерства высшего образования СССР, председателем Научно-методического совета Министерства высшего образования Российской Федерации. С 1990 года — декан географического факультета БГУ. Он является членом Экспертного совета по наукам о Земле Высшей аттестационной комиссии при Президенте Азербайджанской Республики. Под его руководством подготовлено более 20 докторов наук и кандидатов наук.
Его исследования в области географии и её ведущих областей ландшафта, геоморфологии и неотектонических движений проводились не только в Азербайджане, но и во многих республиках бывшего СССР, а также в Германии, Франции и других странах. Автор более 400 статей, 9 монографий и 25 книг.
Скончался в 2011 году в Грузии при участие на научной заседании совета директоров Грузии и Азербайджана . Похоронен в Баку, его могила находится в «Почётной Аллее».

## Награды
- Заслуженный деятель науки Азербайджана (11 февраля 2000 года) — за заслуги в области науки и образования[1]
- Персональная пенсия Президента Азербайджанской Республики (31 мая 2007 года)[2]

## Научные книги
- География (учебник для магистрантов, старшеклассников и преподавателей) Abiturient, Dtqk, 2008 г.
- Антропогенная трансформация природной среды Южного Кавказа (Тбилиси, Совстор),
- География тюркского мира. XI класс. Баку: Образование, 2008.
- География (программный комплекс для абитуриентов).